# Xantippides descansalis
Xantippides descansalis är en fjärilsart som beskrevs av Dyar 1908. Xantippides descansalis ingår i släktet Xantippides och familjen mott. Inga underarter finns listade i Catalogue of Life.